# Saga de Kristni
La saga de Kristni es una de las sagas de los obispos escrita a mediados del siglo XIII. Su argumento se concentra en la cristianización de Islandia desde finales del siglo X hasta principios del siglo XII. Según Jan de Vries, hay indicios importantes para imputar la autoría a Sturla Þórðarson.
La trama se alimenta de diversas fuentes pero tiene todos los indicios de ser un trabajo de autoría individual. Su fuente principal es Íslendingabók pero más breve y mucho más informativa sobre la obra misionera de Þangbrandr, la conversión y los primeros obispos de Skálholt hasta la muerte de Gissur Ísleifsson en 1118. Kristni þættir y la saga de Kristni aportan mucha información adicional de los primeros misioneros, el viaje de Thorvaldur Kodransson y el obispo Friðrekr.